# Dorothy Dandridge
Dorothy Jean Dandridge (n. 9 noiembrie 1922, Cleveland, Ohio, SUA – d. 8 septembrie 1965, Hollywood, California, SUA) a fost o actriță, cântăreață și dansatoare americană. A fost prima actriță afro-americană nominalizată la premiul Oscar pentru cea mai bună actriță pentru rolul din Carmen Jones. A cântat în localuri precum  Cotton Club și Apollo Theater.